# Lijst van gouverneurs en commissarissen van de Koning in Gelderland
Dit is een lijst van gouverneurs en commissarissen van de Koning in de provincie Gelderland. Eerstgenoemde titel werd in 1850 vervangen door de tweede.
| Termijn                          | Naam                                                          | Leven     | Politieke kleur   | Bijzonderheden |
| -------------------------------- | ------------------------------------------------------------- | --------- | ----------------- | --- |
| 1814-1825                        | Jan Carel Elias graaf van Lynden                              | 1770-1825 |                   | |
| 1825-1846                        | Willem Hendrik Alexander Carel baron van Heeckeren van Kell   | 1774-1847 | orangist          | |
| 1846                             | Lodewijk Napoleon graaf van Randwijck                         | 1807-1891 | ultraconservatief | |
| 1846-1847                        | Derk Willem Gerard Johan Hendrik baron Brantsen van de Zijp   | 1801-1851 |                   | waarnemend gouverneur |
| 1847-1853                        | Willem Anne baron Schimmelpenninck van der Oye                | 1800-1872 | gematigd liberaal | |
| 1853-1880                        | Louis Gaspard Adrien graaf van Limburg Stirum                 | 1802-1884 | liberaal          | was commissaris des Konings in Groningen                                                                                   |
| 1880-1909                        | Johan Hendrik Mello baron van Mollerus van Westkerke          | 1840-1909 | conservatief      | |
| 1909-1925                        | Jhr. Schelto van Citters                                      | 1865-1942 | ARP               | |
| 1925 - 18 september 1944         | Schelto baron van Heemstra                                    | 1879-1960 | ARP               | |
| 19 september 1944 - 1945         | Harmanus Hondius (waarnemend)                                 | 1903-1996 | NSB               | benoemd door de Duitse bezetter als Commissaris der Provincie voor Gelderland in het nog bezette gedeelte van de provincie |
| 17 oktober 1944 - 1945           | Eduard Hendrik Johan baron Van Voorst tot Voorst (waarnemend) | 1892-1972 | RKSP              | in het reeds bevrijde gedeelte van Gelderland                                                                              |
| 1945 - 1946                      | Gerardus Wilhelmus Josephus van Koeverden (waarnemer)         | 1882-1962 | RKSP, KVP         | |
| 1946 - 1957                      | Jhr. Cypriaan Gerard Carel Quarles van Ufford                 | 1891-1985 | CHU               | |
| 1957 - 1973                      | Hugo Willibrord Bloemers                                      | 1908-2001 | VVD               | |
| 1973 - 1983                      | Molly Geertsema                                               | 1918-1991 | VVD               | |
| 1983 - 1991                      | Matty de Bruijne                                              | 1932-1991 | VVD               | |
| 1990 - 1991                      | Nicoline van den Broek-Laman Trip (waarnemer)                 | 1937      | VVD               | |
| 1991                             | Ad Oele (waarnemer)                                           | 1923-2017 | PvdA              | |
| 1991 - 1996                      | Jan Terlouw                                                   | 1931-2025 | D66               | |
| 1997 - 2005                      | Jan Kamminga                                                  | 1947      | VVD               | |
| 2005 - 31 januari 2019           | Clemens Cornielje                                             | 1958-2022 | VVD               | |
| 6 februari 2019 -5 februari 2025 | John Berends                                                  | 1956      | CDA               | [ 1 ] [ 2 ] |
| 2 oktober 2023 - 19 maart 2025   | Henri Lenferink                                               | 1957      | PvdA              | waarnemend |
| 19 maart 2025 - heden            | Daniël Wigboldus                                              | 1969      | partijloos        | [ 4 ] |

Drenthe · Flevoland · Friesland · Gelderland · Groningen · Limburg · Noord-Brabant · Noord-Holland · Overijssel · Utrecht · Zeeland · Zuid-Holland